# Grand Prix de Patinação Artística no Gelo de 1999–00
O Grand Prix de Patinação Artística no Gelo de 1999–00 foi a quinta temporada do Grand Prix ISU, uma série de competições de patinação artística no gelo disputada na temporada 1999–00. São distribuídas medalhas em quatro disciplinas, individual masculino e individual feminino, duplas e dança no gelo. Os patinadores ganham pontos com base na sua posição em cada evento e os seis primeiros de cada disciplina são qualificados para competir na final do Grand Prix, realizada em Lyon, França.
A competição foi organizada pela União Internacional de Patinação (em inglês:  International Skating Union), a série Grand Prix começou em 28 de outubro de 1999 e continuaram até 16 janeiro de 2000.

## Calendário
| #     | Evento                             | Localização                          | Data                      |
| ----- | ---------------------------------- | ------------------------------------ | ------------------------- |
| 1     | Skate America de 1999              | Colorado Springs, CO, Estados Unidos | 28–31 de outubro de 1999  |
| 2     | Skate Canada International de 1999 | Saint John, NB, Canadá               | 4–7 de novembro de 1999   |
| 3     | Sparkassen Cup on Ice de 1999      | Gelsenkirchen, Alemanha              | 11–14 de novembro de 1999 |
| 4     | Trophée Lalique de 1999            | Paris, França                        | 18–21 de novembro de 1999 |
| 5     | Cup of Russia de 1999              | São Petersburgo, Rússia              | 25–28 de novembro de 1999 |
| 6     | NHK Trophy de 1999                 | Nagoya, Japão                        | 2–5 de dezembro de 1999   |
| Final | Final do Grand Prix de 1999–00     | Lyon, França                         | 13–16 de janeiro de 2000  |

## Medalhistas

### Skate America
| Evento                        | Ouro                                             | Prata                                      | Bronze                                          | Ref   |
| Individual masculino detalhes | Alexei Yagudin · Rússia                          | Timothy Goebel · Estados Unidos            | Elvis Stojko · Canadá                           | [ 1 ] |
| Individual feminino detalhes  | Michelle Kwan · Estados Unidos                   | Julia Soldatova · Rússia                   | Elena Sokolova · Rússia                         | [ 1 ] |
| Duplas detalhes               | Jamie Salé · David Pelletier · Canadá            | Sarah Abitbol · Stéphane Bernadis · França | Elena Berezhnaya · Anton Sikharulidze · Rússia  | [ 1 ] |
| Dança no gelo detalhes        | Barbara Fusar-Poli · Maurizio Margaglio · Itália | Irina Lobacheva · Ilia Averbukh · Rússia   | Naomi Lang · Peter Tchernyshev · Estados Unidos | [ 1 ] |

### Skate Canada International
| Evento                        | Ouro                                             | Prata                                       | Bronze                                           | Ref   |
| Individual masculino detalhes | Alexei Yagudin · Rússia                          | Elvis Stojko · Canadá                       | Takeshi Honda · Japão                            | [ 2 ] |
| Individual feminino detalhes  | Michelle Kwan · Estados Unidos                   | Julia Soldatova · Rússia                    | Jennifer Robinson · Canadá                       | [ 2 ] |
| Duplas detalhes               | Elena Berezhnaya · Anton Sikharulidze · Rússia   | Kyoko Ina · John Zimmerman · Estados Unidos | Kristy Sargeant · Kris Wirtz · Canadá            | [ 2 ] |
| Dança no gelo detalhes        | Margarita Drobiazko · Povilas Vanagas · Lituânia | Elena Grushina · Ruslan Goncharov · Ucrânia | Isabelle Delobel · Olivier Schoenfelder · França | [ 2 ] |

### Sparkassen Cup on Ice
| Evento                        | Ouro                                      | Prata                                 | Bronze                                      | Ref   |
| Individual masculino detalhes | Evgeni Plushenko · Rússia                 | Guo Zhengxin · China                  | Matthew Savoie · Estados Unidos             | [ 3 ] |
| Individual feminino detalhes  | Maria Butyrskaya · Rússia                 | Elena Liashenko · Ucrânia             | Irina Slutskaya · Rússia                    | [ 3 ] |
| Duplas detalhes               | Maria Petrova · Alexei Tikhonov · Rússia  | Jamie Salé · David Pelletier · Canadá | Shen Xue · Zhao Hongbo · China              | [ 3 ] |
| Dança no gelo detalhes        | Shae-Lynn Bourne · Victor Kraatz · Canadá | Kati Winkler · René Lohse · Alemanha  | Albena Denkova · Maxim Staviyski · Bulgária | [ 3 ] |

### Trophée Lalique
| Evento                        | Ouro                                        | Prata                                           | Bronze                                           | Ref   |
| Individual masculino detalhes | Alexei Yagudin · Rússia                     | Vincent Restencourt · França                    | Ivan Dinev · Bulgária                            | [ 4 ] |
| Individual feminino detalhes  | Maria Butyrskaya · Rússia                   | Viktoria Volchkova · Rússia                     | Sarah Hughes · Estados Unidos                    | [ 4 ] |
| Duplas detalhes               | Sarah Abitbol · Stéphane Bernadis · França  | Tatiana Totmianina · Maksim Marinin · Rússia    | Dorota Zagorska · Mariusz Siudek · Polônia       | [ 4 ] |
| Dança no gelo detalhes        | Marina Anissina · Gwendal Peizerat · França | Barbara Fusar-Poli · Maurizio Margagli · Itália | Margarita Drobiazko · Povilas Vanagas · Lituânia | [ 4 ] |

### Cup of Russia
| Evento                        | Ouro                                             | Prata                                     | Bronze                                        | Ref   |
| Individual masculino detalhes | Evgeni Plushenko · Rússia                        | Alexander Abt · Rússia                    | Guo Zhengxin · China                          | [ 5 ] |
| Individual feminino detalhes  | Irina Slutskaya · Rússia                         | Julia Soldatova · Rússia                  | Elena Sokolova · Rússia                       | [ 5 ] |
| Duplas detalhes               | Maria Petrova · Alexei Tikhonov · Rússia         | Shen Xue · Zhao Hongbo · China            | Tatiana Totmianina · Maxim Marinin · Rússia   | [ 5 ] |
| Dança no gelo detalhes        | Barbara Fusar-Poli · Maurizio Margaglio · Itália | Shae-Lynn Bourne · Victor Kraatz · Canadá | Silwia Nowak · Sebastian Kolasiński · Polônia | [ 5 ] |

### NHK Trophy
| Evento                        | Ouro                                        | Prata                                      | Bronze                                           | Ref   |
| Individual masculino detalhes | Evgeny Plushenko · Rússia                   | Timothy Goebel · Estados Unidos            | Ilia Klimkin · Rússia                            | [ 6 ] |
| Individual feminino detalhes  | Maria Butyrskaya · Rússia                   | Viktoria Volchkova · Rússia                | Tatiana Malinina · Uzbequistão                   | [ 6 ] |
| Duplas detalhes               | Maria Petrova · Alexei Tikhonov · Rússia    | Sarah Abitbol · Stéphane Bernadis · França | Dorota Zagórska · Mariusz Siudek · Polônia       | [ 6 ] |
| Dança no gelo detalhes        | Marina Anissina · Gwendal Peizerat · França | Irina Lobacheva · Ilia Averbukh · Rússia   | Margarita Drobiazko · Povilas Vanagas · Lituânia | [ 6 ] |

### Final do Grand Prix
| Evento                        | Ouro                                        | Prata                                            | Bronze                                           | Ref   |
| Individual masculino detalhes | Evgeni Plushenko · Rússia                   | Elvis Stojko · Canadá                            | Timothy Goebel · Estados Unidos                  | [ 7 ] |
| Individual feminino detalhes  | Irina Slutskaya · Rússia                    | Michelle Kwan · Estados Unidos                   | Maria Butyrskaya · Rússia                        | [ 7 ] |
| Duplas detalhes               | Shen Xue · Zhao Hongbo · China              | Sarah Abitbol · Stephane Bernadis · França       | Elena Berezhnaya · Anton Sikharulidze · Rússia   | [ 7 ] |
| Dança no gelo detalhes        | Marina Anissina · Gwendal Peizerat · França | Barbara Fusar-Poli · Maurizio Margaglio · Itália | Margarita Drobiazko · Povilas Vanagas · Lituânia | [ 7 ] |

## Qualificação
|  | Patinadores qualificados para a Final do Grand Prix |
|  | Substitutos                                         |

### Individual masculino
| Classificação | Classificação       | Classificação  | Classificação | Classificação | Classificação | Classificação | Classificação | Classificação | Classificação |
| Pos.          | Nome                | Nacionalidade  | USA           | CAN           | GER           | FRA           | RUS           | JPN           | Total         |
| ------------- | ------------------- | -------------- | ------------- | ------------- | ------------- | ------------- | ------------- | ------------- | ------------- |
| 1             | Alexei Yagudin      | Rússia         | a             | 12            | –             | 12            | –             | –             | 24            |
| 2             | Evgeni Plushenko    | Rússia         | –             | –             | 12            | –             | 12            | a             | 24            |
| 3             | Timothy Goebel      | Estados Unidos | 9             | –             | –             | –             | –             | 9             | 18            |
| 4             | Guo Zhengxin        | China          | –             | –             | 9             | –             | 7             | –             | 16            |
| 5             | Elvis Stojko        | Canadá         | 7             | 9             | –             | –             | –             | –             | 16            |
| 6             | Vincent Restencourt | França         | –             | –             | –             | 9             | –             | 4             | 13            |
| 7             | Alexander Abt       | Rússia         | 3             | –             | –             | –             | 9             | –             | 12            |
| 8             | Matthew Savoie      | Estados Unidos | 4             | –             | 7             | –             | –             | –             | 11            |
| 9             | Ivan Dinev          | Bulgária       | –             | –             | –             | 7             | 4             | –             | 11            |
| 10            | Takeshi Honda       | Japão          | –             | 7             | –             | –             | –             | 3             | 10            |
| 11            | Michael Weiss       | Estados Unidos | 5             | –             | –             | 4             | –             | –             | 9             |
| 12            | Ilia Klimkin        | Rússia         | –             | –             | –             | –             | 1             | 7             | 8             |
| 13            | Laurent Tobel       | França         | –             | 3             | –             | 5             | –             | –             | 8             |
| 14            | Andrejs Vlascenko   | Alemanha       | –             | –             | 3             | –             | 5             | –             | 8             |
| 15            | Yamato Tamura       | Japão          | –             | –             | 5             | –             | –             | 2             | 7             |
| 16            | Trifun Zivanovic    | Estados Unidos | –             | –             | 4             | –             | 3             | –             | 7             |
| 17            | Todd Eldredge       | Estados Unidos | –             | 5             | –             | –             | –             | –             | 5             |
| 18            | Roman Skorniakov    | Uzbequistão    | –             | –             | –             | –             | –             | 5             | 5             |
| 19            | Li Chengjiang       | China          | –             | 4             | –             | –             | –             | –             | 4             |
| 20            | Jayson Denommee     | Canadá         | –             | –             | –             | 3             | –             | 0             | 3             |
| 21            | Anthony Liu         | Austrália      | 2             | –             | –             | –             | –             | 1             | 3             |
| 22            | Ben Ferreira        | Canadá         | –             | 2             | –             | –             | –             | –             | 2             |
| 23            | Dmitry Dmitrenko    | Ucrânia        | –             | 0             | 2             | –             | –             | –             | 2             |
| 24            | Thierry Cerez       | França         | 0             | –             | –             | –             | 2             | –             | 2             |
| 25            | Frederic Dambier    | França         | –             | 0             | –             | 2             | –             | –             | 2             |
| 26            | Jan Cejvan          | Eslovênia      | –             | –             | –             | 1             | –             | –             | 1             |
| 27            | Emanuel Sandhu      | Canadá         | –             | –             | 1             | –             | 0             | –             | 1             |
| 28            | Patrick Meier       | Suíça          | –             | 1             | –             | 0             | –             | –             | 1             |
| 29            | Stanick Jeannette   | França         | 1             | –             | 0             | –             | –             | –             | 1             |
| 30            | Evgeny Pliuta       | Ucrânia        | –             | –             | –             | –             | –             | 0             | 0             |
| 31            | Vakhtang Murvanidze | Geórgia        | –             | –             | 0             | –             | –             | –             | 0             |
| 32            | Michael Hopfes      | Alemanha       | 0             | –             | 0             | –             | –             | –             | 0             |
| 33            | Szabolcs Vidrai     | Hungria        | 0             | –             | –             | –             | 0             | –             | 0             |
| 34            | Makoto Okazaki      | Japão          | –             | –             | –             | –             | 0             | –             | 0             |
| 35            | André Kaden         | Alemanha       | –             | –             | –             | 0             | –             | –             | 0             |
| 36            | Silvio Smalun       | Alemanha       | –             | 0             | 0             | –             | –             | –             | 0             |
| 37            | Neil Wilson         | Reino Unido    | –             | 0             | –             | –             | –             | –             | 0             |
| 38            | Naoki Shigematsu    | Japão          | –             | –             | –             | 0             | –             | –             | 0             |
| 39            | Yosuke Takeuchi     | Japão          | 0             | –             | –             | –             | –             | 0             | 0             |
| 40            | David Jäschke       | Alemanha       | –             | –             | –             | –             | –             | 0             | 0             |

### Individual feminino
| Classificação | Classificação            | Classificação  | Classificação | Classificação | Classificação | Classificação | Classificação | Classificação | Classificação |
| Pos.          | Nome                     | Nacionalidade  | USA           | CAN           | GER           | FRA           | RUS           | JPN           | Total         |
| ------------- | ------------------------ | -------------- | ------------- | ------------- | ------------- | ------------- | ------------- | ------------- | ------------- |
| 1             | Michelle Kwan            | Estados Unidos | 12            | 12            | –             | –             | –             | –             | 24            |
| 2             | Maria Butyrskaya         | Rússia         | –             | –             | a             | 12            | –             | 12            | 24            |
| 3             | Irina Slutskaya          | Rússia         | –             | –             | 7             | –             | 12            | –             | 19            |
| 4             | Viktoria Volchkova       | Rússia         | –             | –             | –             | 9             | –             | 9             | 18            |
| 5             | Julia Soldatova          | Rússia         | a             | 9             | –             | –             | 9             | –             | 18            |
| 6             | Elena Liashenko          | Ucrânia        | –             | –             | 9             | –             | –             | 5             | 14            |
| 7             | Elena Sokolova           | Rússia         | 7             | –             | –             | –             | 7             | –             | 14            |
| 8             | Sarah Hughes             | Estados Unidos | 5             | –             | –             | 7             | –             | –             | 12            |
| 9             | Tatyana Malinina         | Uzbequistão    | –             | –             | 5             | –             | 0             | 7             | 12            |
| 10            | Jennifer Robinson        | Canadá         | –             | 7             | –             | 5             | –             | –             | 12            |
| 11            | Shizuka Arakawa          | Japão          | –             | –             | 4             | –             | –             | 4             | 8             |
| 12            | Angela Nikodinov         | Estados Unidos | 2             | –             | –             | –             | 5             | –             | 7             |
| 13            | Amber Corwin             | Estados Unidos | –             | 5             | –             | –             | –             | 2             | 7             |
| 14            | Julia Sebestyen          | Hungria        | 4             | 3             | –             | –             | –             | –             | 7             |
| 15            | Diana Poth               | Hungria        | –             | –             | –             | 3             | 4             | –             | 7             |
| 16            | Alisa Drei               | Finlândia      | 3             | –             | 2             | –             | –             | –             | 5             |
| 17            | Sanna-Maija Wiksten      | Finlândia      | –             | –             | –             | 4             | –             | –             | 4             |
| 18            | Silvia Fontana           | Itália         | –             | 4             | –             | –             | 0             | –             | 4             |
| 19            | Brittney Mcconn          | Estados Unidos | –             | –             | 3             | 1             | –             | –             | 4             |
| 20            | Lucinda Ruh              | Suíça          | –             | –             | –             | –             | 3             | 0             | 3             |
| 21            | Annie Bellemare          | Canadá         | –             | –             | 0             | –             | –             | 3             | 3             |
| 22            | Anna Rechnio             | Polônia        | –             | 2             | 1             | –             | a             | –             | 3             |
| 23            | Fumie Suguri             | Japão          | –             | 0             | –             | 2             | –             | 1             | 3             |
| 24            | Nadine Gosselin          | Canadá         | 0             | –             | –             | –             | 2             | –             | 2             |
| 25            | Yuka Kanazawa            | Japão          | 1             | –             | –             | –             | 1             | –             | 2             |
| 26            | Michelle Currie          | Canadá         | –             | 1             | –             | –             | –             | –             | 1             |
| 27            | Stephanie von der Thüsen | Alemanha       | –             | –             | 0             | 0             | –             | –             | 0             |
| 28            | Yulia Vorobieva          | Azerbaijão     | –             | –             | –             | 0             | –             | 0             | 0             |
| 29            | Julia Lautowa            | Áustria        | 0             | –             | –             | 0             | –             | –             | 0             |
| 30            | Dorothee Derroitte       | Bélgica        | 0             | –             | –             | –             | –             | –             | 0             |
| 31            | Laetitia Hubert          | França         | –             | 0             | –             | 0             | –             | –             | 0             |
| 31            | Vanessa Gusmeroli        | França         | a             | –             | –             | 0             | –             | 0             | 0             |
| 31            | Tanja Szewczenko         | Alemanha       | –             | –             | –             | –             | –             | 0             | 0             |
| 31            | Vanessa Gusmeroli        | França         | a             | –             | –             | 0             | –             | 0             | 0             |
| 31            | Tanja Szewczenko         | Alemanha       | –             | –             | –             | –             | –             | 0             | 0             |
| 31            | Erin Pearl               | Estados Unidos | –             | –             | –             | –             | –             | 0             | 0             |

### Duplas
| Classificação | Classificação                             | Classificação    | Classificação | Classificação | Classificação | Classificação | Classificação | Classificação | Classificação |
| Pos.          | Nome                                      | Nacionalidade    | USA           | CAN           | GER           | FRA           | RUS           | JPN           | Total         |
| ------------- | ----------------------------------------- | ---------------- | ------------- | ------------- | ------------- | ------------- | ------------- | ------------- | ------------- |
| 1             | Maria Petrova / Alexei Tikhonov           | Rússia           | –             | –             | 12            | –             | 12            | a             | 24            |
| 2             | Jamie Sale / David Pelletier              | Canadá           | 12            | –             | 9             | –             | a             | –             | 21            |
| 3             | Sarah Abitbol / Stephane Bernadis         | França           | 9             | –             | –             | 12            | –             | a             | 21            |
| 4             | Elena Berezhnaya / Anton Sikharulidze     | Rússia           | 7             | 12            | –             | –             | a             | –             | 19            |
| 5             | Shen Xue / Zhao Hongbo                    | China            | –             | –             | 7             | –             | 9             | a             | 16            |
| 6             | Tatiana Totmianina / Maxim Marinin        | Rússia           | a             | –             | –             | 9             | 7             | –             | 16            |
| 7             | Kyoko Ina / John Zimmerman                | Estados Unidos   | a             | 9             | –             | 5             | –             | –             | 14            |
| 8             | Dorota Zagorska / Mariusz Siudek          | Polônia          | –             | –             | 5             | 7             | –             | a             | 12            |
| 9             | Kristy Sargeant / Kris Wirtz              | Canadá           | –             | 7             | –             | 4             | –             | –             | 11            |
| 10            | Pang Qing / Tong Jian                     | China            | –             | 5             | –             | –             | 4             | –             | 9             |
| 11            | Aljona Savchenko / Stanislav Morozov      | Ucrânia          | –             | –             | 4             | –             | 5             | –             | 9             |
| 12            | Peggy Schwarz / Mirko Müller              | Alemanha         | 5             | –             | 3             | –             | –             | a             | 8             |
| 13            | Tiffany Scott / Philip Dulebohn           | Estados Unidos   | 3             | –             | –             | 3             | –             | –             | 6             |
| 14            | Yulia Obertas / Dmitry Palamarchuk        | Ucrânia          | –             | 4             | –             | 0             | –             | –             | 4             |
| 15            | Danielle Hartsell / Steve Hartsell        | Estados Unidos   | a             | –             | 0             | –             | –             | 4             | 4             |
| 16            | Valerie Saurette / Jean-Sebastien Fecteau | Canadá           | –             | 3             | –             | 0             | –             | a             | 3             |
| 17            | Katerina Berankova / Otto Dlabola         | República Tcheca | –             | –             | 0             | –             | 3             | –             | 3             |
| 18            | Jacinthe Lariviere / Lenny Faustino       | Canadá           | –             | 0             | –             | –             | –             | –             | 0             |
| 19            | Tiffany Stiegler / Johnnie Stiegler       | Estados Unidos   | –             | 0             | –             | –             | 0             | –             | 0             |
| 20            | Katharina Rybkowski / Rico Rex            | Alemanha         | –             | –             | 0             | 0             | –             | –             | 0             |
| 21            | Marina Khalturina / Valeriy Artyuchov     | Cazaquistão      | –             | –             | –             | 0             | –             | –             | 0             |
| 22            | Mariana Kautz / Norman Jeschke            | Alemanha         | –             | –             | 0             | –             | 0             | –             | 0             |
| 23            | Inga Rodionova / Aleksandr Anichenko      | Azerbaijão       | –             | –             | –             | –             | –             | 0             | 0             |

### Dança no gelo
| Classificação | Classificação                           | Classificação    | Classificação | Classificação | Classificação | Classificação | Classificação | Classificação | Classificação |
| Pos.          | Nome                                    | Nacionalidade    | USA           | CAN           | GER           | FRA           | RUS           | JPN           | Total         |
| ------------- | --------------------------------------- | ---------------- | ------------- | ------------- | ------------- | ------------- | ------------- | ------------- | ------------- |
| 1             | Marina Anissina / Gwendal Peizerat      | França           | –             | –             | –             | 12            | –             | 12            | 24            |
| 2             | Shae-Lynn Bourne / Victor Kraatz        | Canadá           | –             | –             | 12            | –             | 9             | –             | 21            |
| 3             | Barbara Fusar-Poli / Maurizio Margaglio | Itália           | 12            | –             | –             | 9             | a             | –             | 21            |
| 4             | Margarita Drobiazko / Povilas Vanagas   | Lituânia         | –             | 12            | –             | 7             | –             | a             | 19            |
| 5             | Irina Lobacheva / Ilia Averbukh         | Rússia           | 9             | a             | –             | –             | –             | 9             | 18            |
| 6             | Elena Grushina / Ruslan Goncharov       | Ucrânia          | –             | 9             | –             | –             | –             | 5             | 14            |
| 7             | Kati Winkler / Rene Lohse               | Alemanha         | 5             | –             | 9             | –             | –             | –             | 14            |
| 8             | Sylwia Nowak / Sebastian Kolasinski     | Polônia          | –             | –             | –             | 5             | 7             | –             | 12            |
| 9             | Naomi Lang / Peter Tchernyshev          | Estados Unidos   | 7             | –             | –             | 4             | –             | –             | 11            |
| 10            | Albena Denkova / Maxim Staviyski        | Bulgária         | –             | –             | 7             | –             | –             | 3             | 10            |
| 11            | Isabelle Delobel / Olivier Schoenfelder | França           | –             | 7             | –             | 2             | –             | –             | 9             |
| 12            | Marie-France Dubreuil / Patrice Lauzon  | Canadá           | –             | 5             | –             | –             | 4             | –             | 9             |
| 13            | Jamie Silverstein / Justin Pekarek      | Estados Unidos   | 4             | –             | 5             | –             | –             | –             | 9             |
| 14            | Galit Chait / Sergey Sakhnovsky         | Israel           | –             | –             | –             | 3             | –             | 4             | 7             |
| 15            | Alia Ouabdelsselam / Benjamin Delmas    | França           | –             | –             | 3             | –             | 3             | –             | 6             |
| 16            | Anna Semenovich / Roman Kostomarov      | Rússia           | –             | –             | –             | –             | 5             | –             | 5             |
| 17            | Megan Wing / Aaron Lowe                 | Canadá           | –             | 4             | –             | 1             | –             | –             | 5             |
| 18            | Josée Piché / Pascal Denis              | Canadá           | 3             | –             | –             | –             | –             | 2             | 5             |
| 19            | Federica Faiella / Luciano Milo         | Itália           | –             | –             | 4             | –             | –             | –             | 4             |
| 20            | Debbie Koegel / Oleg Fediukov           | Estados Unidos   | –             | 3             | –             | –             | 0             | –             | 3             |
| 21            | Kornelia Barany / Andre Rosnik          | Hungria          | 2             | 1             | –             | –             | –             | –             | 3             |
| 22            | Oksana Potdykova / Denis Petukhov       | Rússia           | –             | –             | –             | –             | 2             | –             | 2             |
| 23            | Zhang Weina / Cao Xianming              | China            | –             | 2             | –             | –             | –             | –             | 2             |
| 24            | Stephanie Rauer / Thomas Rauer          | Alemanha         | –             | –             | 2             | –             | 0             | –             | 2             |
| 25            | Nozomi Watanabe / Akiyuki Kido          | Japão            | 1             | –             | –             | –             | –             | 1             | 2             |
| 26            | Angelika Führing / Bruno Ellinger       | Áustria          | –             | –             | 1             | –             | 0             | –             | 1             |
| 27            | Charlotte Clements / Gary Shortland     | Reino Unido      | –             | –             | –             | 0             | 1             | –             | 1             |
| 28            | Eliane Hugentobler / Daniel Hugentobler | Suíça            | –             | –             | –             | 0             | –             | –             | 0             |
| 29            | Véronique Delobel / Olivier Chapuis     | França           | –             | 0             | –             | –             | –             | –             | 0             |
| 30            | Rie Arikawa / Kenji Miyamoto            | Japão            | –             | –             | 0             | –             | –             | 0             | 0             |
| 31            | Katarina Kovalova / David Szurman       | República Tcheca | –             | –             | –             | –             | 0             | –             | 0             |
| 32            | Dominique Deniaud / Martial Jaffredo    | França           | –             | –             | –             | 0             | –             | –             | 0             |
| 32            | Anjelika Krylova / Oleg Ovsyannikov     | Rússia           | a             | –             | 0             | –             | 0             | –             | 0             |